# Skaphe

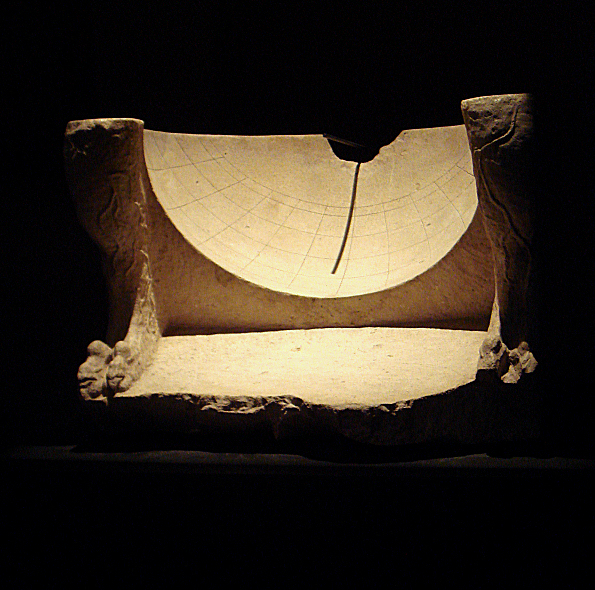
Un scaphe griego montado con su Gnomon.

Se denomina skaphe (del griego σκάφη "cuenco", diminutivo σκάφιον, en latín scaphium) o hemispherium, a un instrumento griego que permite saber la hora solar (reloj solar) y algunas cosas más, por ejemplo, cuándo es el solsticio de verano o el de invierno. Empleaban un sistema de horas temporarias indicadas en una superficie esférica excavada generalmente en piedra. Fue empleado por el filósofo Eratóstenes para medir el perímetro y el radio de la Tierra.